# Ше
Ше — город в Ладакхе, около старого летнего царского дворца. В 15 км от Леха, по направлению на Хемис. Дворец построен 555 лет назад Лхачан Палгьгоном, царём ладакхским. Во дворце установили крупнейшую в царстве золотую статую Будды.

## История
Китайцы упоминали о пути, по которому караваны шли из Индии и царства Кушанов в Китай в 1-3 веке н. э., и особенно при Тан (династия), но об истории этих мест известно очень мало. Точно можно сказать, что в 10 веке тибетский князь Skyid lde nyima gon (или Nyima gon), внук гонителя буддизма Лангдарма (правил ок. 838—841 н. э.), правил в Ладакхе. Он пришёл в Западный Тибет с дружиной из 300 человек. Он воздвиг несколько городов и замков, и, видимо, заложил Ше. «В надписях сказано, что он сделал это как посвящение Цанпо (династическое имя его отца или предшественника), и всех людей Нгари (Западный Тибет). Это показывает, что уже в этом поколении лангдармовская оппозиция буддизму исчезла.» Ше, также как и Лех являлся столицей Ладакха.

## География
Стоит в верхнем течении Инда, в 15 км от Леха. Высота 3415 метров над уровнем моря.

## Образование
- Драконовая школа Белого Лотоса, покровители: Далай-лама XIV и Ричард Гир.